# Not Too Late
Albums de Norah Jones
Feels like Home
(2004) The Fall
(2009)
Singles
1. Thinking About You
Sortie : 5 décembre 2006
2. Not Too Late
Sortie : 13 février 2007
3. Sinkin' Soon
Sortie : 26 mars 2007
4. Until the End
Sortie : 21 mai 2007

Not Too Late est le troisième album studio de la chanteuse Norah Jones, sorti le 29 janvier 2007 chez Blue Note. L'album est produit par le bassiste Lee Alexander qui a déjà accompagné Norah Jones dans ses deux premiers albums, Come Away with Me et Feels Like Home. 
L'album Not Too Late a été classé en tête du Billboard 200, ce qui en fait le troisième album numéro un consécutif de Norah Jones. Selon l'IFPI, cet album est la dixième meilleure vente en 2007.

## Accueil critique
Not Too Late a reçu un accueil généralement positif de la part des critiques musicaux. Sur Metacritic, qui attribue une note normalisée sur 100 aux critiques, l'album obtient une note moyenne de 68 sur 100, ce qui indique des « critiques généralement favorables » sur la base de 23 critiques.

## Liste des titres
| 1.    | Wish I Could             | Norah Jones, Lee Alexander | 4:17 |
| 2.    | Sinkin' Soon             | Jones, Alexander           | 4:37 |
| 3.    | The Sun Doesn't Like You | Jones, Alexander           | 2:59 |
| 4.    | Until the End            | Jones, Alexander           | 3:55 |
| 5.    | Not My Friend            | Jones                      | 2:54 |
| 6.    | Thinking About You       | Jones, Ilhan Ersahin       | 3:20 |
| 7.    | Broken                   | Jones, Alexander           | 3:20 |
| 8.    | My Dear Country          | Jones                      | 3:24 |
| 9.    | Wake Me Up               | Jones, Alexander           | 2:46 |
| 10.   | Be My Somebody           | Jones                      | 3:36 |
| 11.   | Little Room              | Jones                      | 2:43 |
| 12.   | Rosie's Lullaby          | Jones, Daru Oda            | 3:56 |
| 13.   | Not Too Late             | Jones, Alexander           | 3:31 |
| 45:22 |                          |                            |      |

| Piste bonus de l'édition japonaise | Piste bonus de l'édition japonaise | Piste bonus de l'édition japonaise | Piste bonus de l'édition japonaise | Piste bonus de l'édition japonaise | Piste bonus de l'édition japonaise | Piste bonus de l'édition japonaise | Piste bonus de l'édition japonaise | Piste bonus de l'édition japonaise | Piste bonus de l'édition japonaise |
| No                                 | Titre                              | Auteur                             | Durée                              |                                    |                                    |                                    |                                    |                                    |                                    |
| ---------------------------------- | ---------------------------------- | ---------------------------------- | ---------------------------------- | ---------------------------------- | ---------------------------------- | ---------------------------------- | ---------------------------------- | ---------------------------------- | ---------------------------------- |
| 14.                                | 2 Men                              | Jones, Alexander                   | 2:30                               |                                    |                                    |                                    |                                    |                                    |                                    |
| 47:52                              |                                    |                                    |                                    |                                    |                                    |                                    |                                    |                                    |                                    |

## Crédits

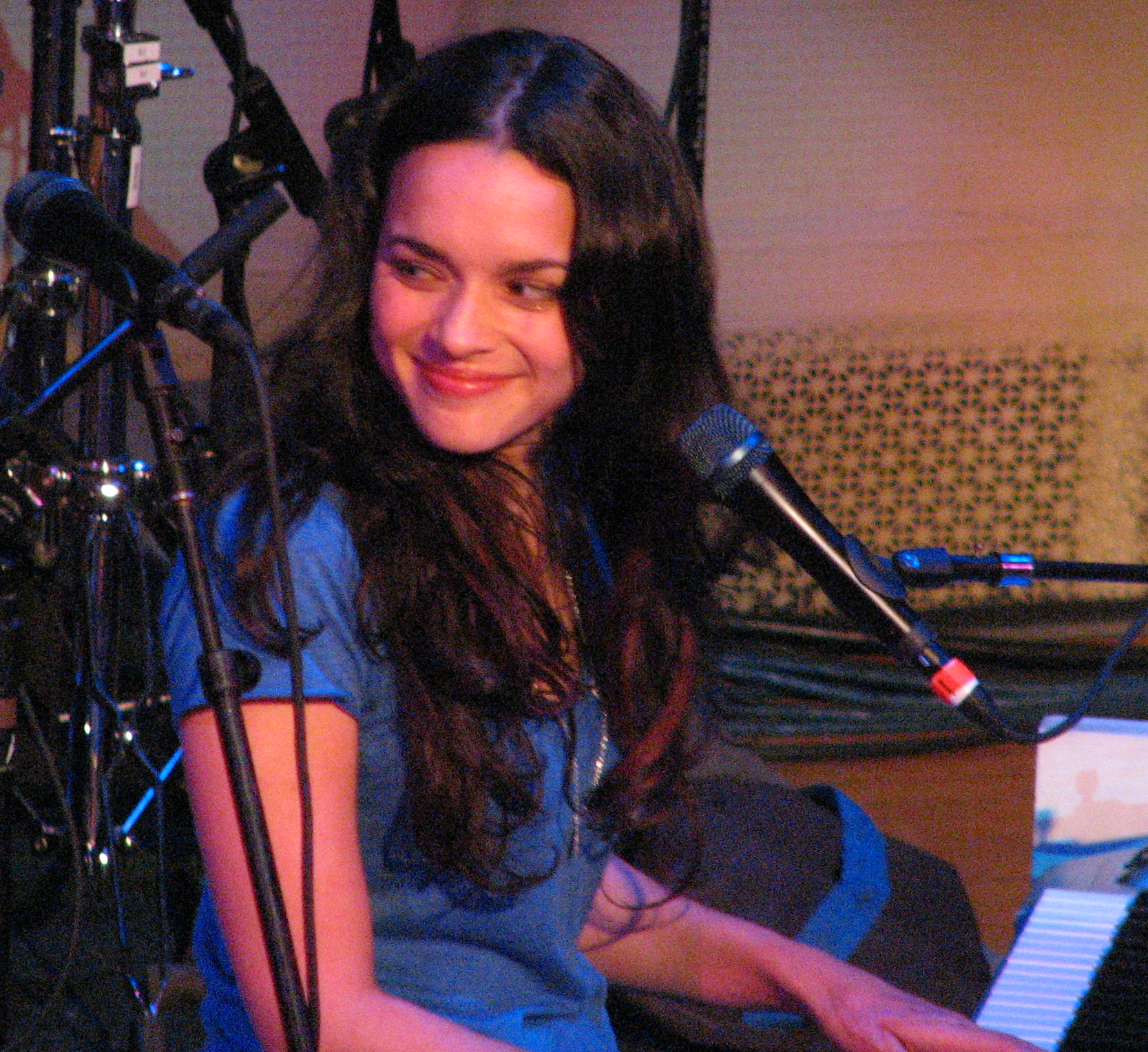
La chanteuse Norah Jones au Bright Eyes, au Town Hall, le 29 mai 2007.

- Norah Jones − chant, piano (pistes 2–5, 8, 13, 14), piano électrique Wurlitzer (6, 10, 12), guitare électrique (7), guitare acoustique (9, 11), harmonium (9), Mellotron (13, 14)
- Lee Alexander − basse (sauf 1, 6, 8, 10), basse électrique (6, 10), lap steel guitar (9)
- Andrew Borger − batterie (exc. 1, 5–8, 11), « tambour à fente, casseroles et poêles » (2), marimba et cymbale (5)
- Jesse Harris − guitare acoustique (1–5), guitare banjo (en) (2)
- Adam Levy − guitare électrique (3–5, 12), chant (12)

Musiciens additionnels
- Julia Kent − violoncelle (1 pizzicato, 7)
- Jeffrey Zeigler − violoncelle (1 bowed)
- Daru Oda − chœurs (2, 12), sifflements (11)
- M. Ward − chœurs (2)
- Kevin Breit − mandoline (2)
- J. Walter Hawkes − trombone (2, 8)
- Devin Greenwood − Hammond B3 (2)
- Paul Bryan − Chamberlin (3)
- Larry Goldings − Hammond B3 (4, 8, 10)
- Rob Sudduth − saxophone ténor (6)
- Chuck MacKinnon − trompette (6)
- Tony Mason − batterie (6)
- Bill McHenry − saxophone ténor (8)
- Jose Davila − tuba (8)
- Richard Julian − chœurs (10)
- Tony Scherr − guitare électrique (10)
- Robbie McIntosh − guitare électrique (12 solo)

Production
- Lee Alexander − producteur, mixage
- Tom Schick − ingénieur du son, mixage
- Greg Calbi − mastering
- Josh Gold − manager de production
- Gordon H. Jee − directeur créatif
- Carla Leighton − direction artistique, conception
- Todd Chalfant − photographie
- Melanie Little Gomez − peinture
- Eli Wolf − A&R

## Classements
| Classement (2007–2008)             | Meilleure position |
| ---------------------------------- | ------------------ |
| Allemagne (Media Control AG)       | 1                  |
| Australie (ARIA)                   | 2                  |
| Australie (Jazz & Blues Albums)    | 1                  |
| Autriche (Ö3 Austria Top 40)       | 1                  |
| Belgique (Flandre Ultratop)        | 1                  |
| Belgique (Wallonie Ultratop)       | 1                  |
| Canada (Canadian Albums)           | 1                  |
| Croatie (HDU)                      | 1                  |
| Danemark (Tracklisten)             | 1                  |
| Écosse (OCC)                       | 3                  |
| Espagne (Promusicae)               | 3                  |
| États-Unis (Billboard 200)         | 1                  |
| Europe (European Top 100 Albums)   | 1                  |
| Finlande (Suomen virallinen lista) | 1                  |
| France (SNEP)                      | 1                  |
| Grèce (IFPI)                       | 5                  |
| Hongrie (Mahasz)                   | 1                  |
| Irlande (IRMA)                     | 2                  |
| Italie (FIMI)                      | 5                  |
| Japon (Oricon)                     | 5                  |
| Norvège (VG-lista)                 | 1                  |
| Nouvelle-Zélande (RIANZ)           | 1                  |
| Pays-Bas (Mega Album Top 100)      | 1                  |
| Pologne (ZPAV)                     | 1                  |
| Portugal (AFP)                     | 5                  |
| Royaume-Uni (UK Albums Chart)      | 1                  |
| Royaume-Uni (Jazz & Blues Albums)  | 1                  |
| Suède (Sverigetopplistan)          | 1                  |
| Suède (Jazz Albums)                | 1                  |
| Suisse (Schweizer Hitparade)       | 1                  |
| Tchéquie (ČNS IFPI)                | 3                  |